# Player/Danger Zone
Player/Danger Zone es un álbum recopilatorio del grupo estadounidense de rock Player, que consiste en dos LP en un CD, lanzado al mercado por One Way Records Inc. en julio de 2001. Durante este período la banda es donde más conciertos realiza a través de los Estados Unidos, recordando todos sus mejores momentos con numerosos músicos que los acompañan.

## Lista de canciones
| N.º | Título                              | Duración |  |
| 1.  | «Come On Out»                       | 3:44     |  |
| 2.  | «Baby Come Back»                    | 4:13     |  |
| 3.  | «Goodbye (That's All I Ever Heard)» | 3:51     |  |
| 4.  | «Melanie»                           | 3:44     |  |
| 5.  | «Every Which Way»                   | 3:43     |  |
| 6.  | «This Time I’m In It For Love»      | 4:25     |  |
| 7.  | «Love Is Where You Find It»         | 4:03     |  |
| 8.  | «Movin' Up»                         | 2:55     |  |
| 9.  | «Cancellation»                      | 4:09     |  |
| 10. | «Tryin' To Write A Hit Song»        | 4:40     |  |
| 11. | «Love in the Danger Zone»           | 4:55     |  |
| 12. | «Silver Lining»                     | 5:01     |  |
| 13. | «I Just Wanna Be With You»          | 4:23     |  |
| 14. | «Forever»                           | 3:17     |  |
| 15. | «I've Been Thinkin'»                | 4:06     |  |
| 16. | «Prisoner Of Your Love»             | 5:12     |  |
| 17. | «Join in the Dance»                 | 5:00     |  |
| 18. | «Wait Until Tomorrow»               | 3:51     |  |
| 19. | «Let Me Down Easy»                  | 3:34     |  |

## Personal
- Peter Beckett - voz líder, guitarra
- Ronn Moss - voz líder, bajo
- John Friesen - batería, percusión
- J.C. Crowley - voz líder, teclados y guitarra
- Wayne Cook - teclados, sintetizadores

## Calificación
| Fuente   | Calificación    |
| Allmusic | 5.5/5 estrellas |